# Gabriel (chanson)
Pour les articles homonymes, voir Gabriel.
Singles de Najoua Belyzel
Je ferme les yeux
Pistes de Entre deux mondes... En équilibre
L'Écho du bonheur Stella
Gabriel est une chanson interprétée par Najoua Belyzel, composée par Christophe Casanave et coécrite  avec Najoua Belyzel. Il s'agit du premier single de la chanteuse sorti en novembre 2005 qui fait partie de son premier album : Entre deux mondes... En équilibre, sorti peu de temps après, en 2006. Le single s'est écoulé à plus de 350 000 exemplaires en France seulement. Gabriel a également rencontré un succès international (Belgique, Allemagne, Russie, Canada, Israël etc..) et se serait vendu à près d'un million au total.
La musique est un mélange de pop et d'electro. 
Refrain :

« Es-tu fait pour lui, es-tu fait pour moi
Je n'attends qu'un signe de toi
Si tu as le mal de lui, j'ai le mal de toi
Qu'il en soit ainsi mais dis-moi »

La phrase « Es-tu fait pour lui, es-tu fait pour moi » est selon l'auteur à interpréter comme un choix entre l'amour spirituel de Dieu ou de celui physique d'une mortelle, mais une interprétation erronée y voit aussi une hésitation dans un choix d'orientation sexuelle.
En raison de ces paroles certaines critiques ont vu en Najoua Belyzel une nouvelle icône gay et ont comparé son talent certain à celui de Mylène Farmer, d'autant plus que le clip de Gabriel fut tourné au même endroit (l'abbaye Notre-Dame du Val) que celui du clip de Mylène Farmer Je te rends ton amour, ce qui enclencha de nombreuses comparaisons dans la presse. Najoua a cependant affirmé dans plusieurs interviews qu'il s'agissait d'une coïncidence.

## Formats
France CD single
1. Gabriel (Radio edit) 3:35
2. Gabriel (Instrumental) 3:34

 Allemagne CD Maxi
1. Gabriel (Radio edit) 3:35
2. Gabriel (Instrumental) 3:35
3. Gabriel (Blue PM Atmosphere Mix) 3:18
4. Gabriel (Blue PM Extended Mix) 5:04
5. Gabriel (House Mix) 4:45

+ Bonus : Music Video 3:34

## Crédits
- Chanteuse - Najoua Belyzel
- Chœurs - Jonathan Belolo, Najoua Belyzel, Christophe Casanave et Louis Fleury
- Programmation (basse, batterie et synthétiseur) - Jean-François Berger et Christophe Casanave
- Guitare acoustique - Franck Amseli
- Guitare électrique - Christophe Casanave
- Mixé par François Delabrière au Studio Méga D, Suresnes
  - Assistant - Éric Uzan
- Photographie réalisée au Studio Harcourt
- Distribué par Sony BMG Music Entertainment ( France)

## Classements dans les classements musicaux
| France | Québec | Belgique | Russie | Allemagne | Suisse |
| ------ | ------ | -------- | ------ | --------- | ------ |
| 3      | 1      | 1        | 8      | 62        | 20     |